# Judeojemenski arapski
Judeojemenski arapski (jemenitski judeoarapski; ISO 639-3: jye), jedan od arapskih jezika kojim govori 50 000 ljudi (1995 Y. Kara) u Izraelu i 1 000 (1995 H. Mutzafi) na izvornoj lokaciji u Jemenu. Jedan je od predstavnika judeoarapskog makrojezika [jrb]. 
Postoji nekoliko dijalekata koji nose imena po lokalitetima: san’a, ’aden, be:da i habban.

## Vanjske poveznice
- Ethnologue (14th)
- Ethnologue (15th)